# Chimarra biramosa
Chimarra biramosa är en nattsländeart som beskrevs av Douglas E. Kimmins 1957. Chimarra biramosa ingår i släktet Chimarra och familjen stengömmenattsländor. Inga underarter finns listade i Catalogue of Life.